# Полуденная (Свердловская область)
Полуденная — деревня в Новолялинском городском округе Свердловской области России. Деревня расположена в 24 километрах (по автотрассе в 26 километрах) к юго-западу от города Новая Ляля на открытой местности посреди лесов Уральских гор, на левом берегу реки Полуденный Актай (правого притока реки Большой Актай), в 3 километрах выше устья. В нескольких километрах к востоку проходит шоссе регионального значения Екатеринбург — Нижний Тагил — Серов.

## Население
| 2002 | 2010 | 2021 |
| ---- | ---- | ---- |
| 2    | ↘0   | ↗10  |